# Fügenberg
Fügenberg je obec v Rakousku ve spolkové zemi Tyrolsko v okrese Schwaz.
Žije zde 1 349 obyvatel (1. 1. 2011).